# فهرست قنات‌های شهرستان فریدن
جدول زیر بر اساس آمار وزارت جهاد کشاورزی تهیه شده‌است. فهرست زیر قنات‌های شهرستان بویین و میاندشت در استان اصفهان را نشان می‌دهد.
| نام قنات      | موقعیت       | نزدیک‌ترین روستا | طول قنات (متر) | تعداد میله چاه | عمق مادر چاه | دبی (لیتر بر ثانیه) | سطح زیر کشت (هکتار) |
| ------------- | ------------ | --------------- | -------------- | -------------- | ------------ | ------------------- | ------------------- |
| قنات جنت      | رستای ششگان  | ششگان (ششجوان)  | ۰              | ۰              | ۰            | ۰                   | ۰                   |
| قنات کاریزگاه | روستای ششگان |                 |                |                |              |                     |                     |
| قنات کیرسفید  | روستای ششگان |                 |                |                |              |                     |                     |
| قنات قندهار   | روستای ششگان |                 |                |                |              |                     |                     |
| قنات آلوچه    | روستای ششگان |                 |                |                |              |                     |                     |
| قنات پشت پسین | روستای ششگان |                 |                |                |              |                     |                     |
| قنات خندق     | روستای ششگان |                 |                |                |              |                     |                     |
| قنات پشت دگاه | روستای ششگان |                 |                |                |              |                     |                     |
| قنات برجوکه   | روستای ششگان |                 |                |                |              |                     |                     |